# Schlösschen im Hofgarten

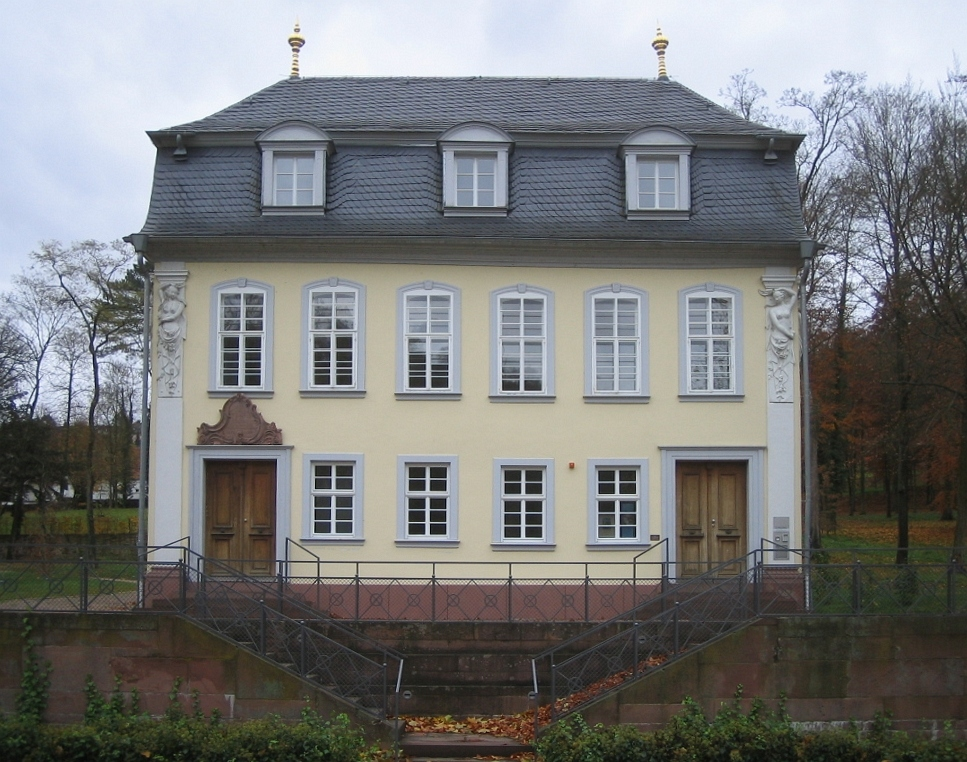
Das Schlösschen im Hofgarten

Das Schlösschen im Hofgarten, auch Hofgartenschlösschen genannt, im Wertheimer Ortsteil Hofgarten ist ein im Jahre 1777 errichtetes kleines im Rokokostil errichtetes Schloss mit Park. Das Schlösschen liegt an der Durchgangsstraße von Eichel über Hofgarten nach Wertheim auf der linken Seite.

## Geschichte
Das Schlösschen im Hofgarten wurde im Jahre 1777 von Graf Friedrich Ludwig als Sommerresidenz errichtet. Als es stark baufällig und vom Abbruch bedroht war, konnte es auf Initiative der Stadt Wertheim und engagierter Bürger gerettet werden. Im Jahr 2000 erwarb die Stadt Wertheim das Schlösschen vom Fürstenhaus Löwenstein-Wertheim-Freudenberg. Trotz zweier Brandstiftungen während der Instandsetzungsphase konnte es nach aufwändiger Restaurierung am 8. April 2006 als Kunstmuseum eröffnet werden. Seither gilt es als Schmuckstück der Stadt, der umliegende kleine Park wird heute zur Naherholung genutzt. Das Museums besitzt eine Kunstsammlung mit Gemälden und Aquarellen der Berliner Secession, gestiftet von dem Kunstsammler Wolfgang Schuller. Sie beinhaltet Werke von Max Liebermann, Lovis Corinth, Käthe Kollwitz und Lesser Ury. Die Sammlung wird immer wieder ausgestellt, pausiert aber zwischendurch, um für andere Kunstausstellungen Platz zu machen. Neben der Berliner Secessionsausstellung und den erwähnten Sonderausstellungen finden im Schlösschen und Park außerdem kulturelle Veranstaltungen statt.
Das Schlösschen mit Park wurde von der Denkmalstiftung Baden-Württemberg zum Denkmal des Monats August/September 2006 erklärt.

Plan des Wegs von der Burg zum Schlösschen im Englischen Garten (1817)
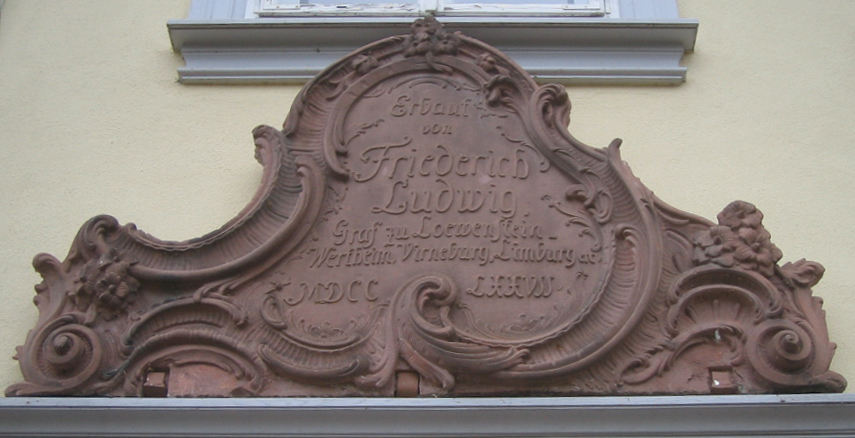
Türsturz über dem Eingang zum Schlösschen
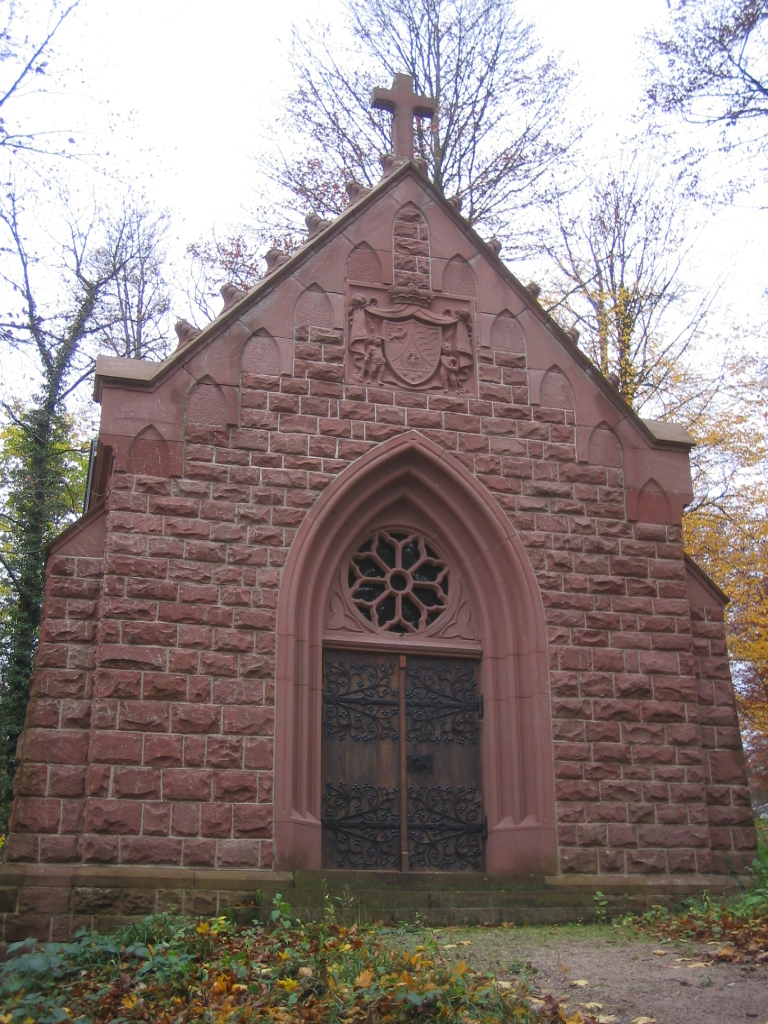
Die Hofgartenkapelle

## Denkmalschutz
Das Schloss steht zusammen mit dem Eichelhofgarten und Nebengebäuden als Sachgesamtheit unter Denkmalschutz. Folgende Teile stehen als Kulturdenkmal unter Schutz: Eichelhofgarten mit Schloss von 1777 (Würzburger Str. 30). Wirtschaftsgebäude (Hofgartenstr. 2), Gärtner- alias Jägerhaus des Hofschlößchens, Putzbau mit Walmdach erbaut um 1780; Monopteros mit Säulen des 16. Jahrhunderts; Mausoleum, neugotischer Massivbau mit Apsis und Wappenstein, Ende 19. Jahrhundert; (neugotischer Kapellenbau mit Innenausmalung, 1. Hälfte 19. Jahrhundert, abgegangen um 1990).